# Memoria condivisa

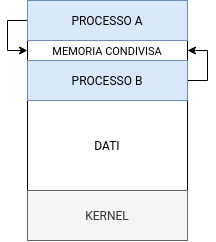
Rappresentazione semplificata dello scambio dati nel modello a Memoria Condivisa

Nell'informatica, la memoria condivisa è un modello di comunicazione interprocesso, dove vi è una regione di memoria accessibile da più processi, in maniera contemporanea, con lo scopo di fornire un mezzo di comunicazione e/o evitare copie ridondanti.
La memoria condivisa è un mezzo efficiente per passare grandi quantità di dati tra i processi ed in maniera più rapida rispetto al modello basato su messaggi, dove quest'ultimo è tipicamente implementato usando le chiamate di sistema, quindi richiedono l'intervento del kernel, che richiede più tempo.
Nei sistemi di memoria condivisa, le chiamate di sistema sono necessarie solo per stabilire le regioni di memoria condivisa ed una volta stabilita, tutti gli accessi sono trattati come accessi di routine alla memoria.
| Controllo di autorità | GND (DE) 4294156-8 |